# Michael Havers
Robert Michael Oldfield Havers, baron Havers (ur. 10 marca 1923, zm. 1 kwietnia 1992) – brytyjski prawnik i polityk, członek Partii Konserwatywnej, minister w rządzie Margaret Thatcher.

## Życiorys
Pochodził z hrabstwa Suffolk. Był synem sir Cecila Haversa, sędziego Wysokiego Sądu Sprawiedliwości, i Enid Snelling. Jego siostrą była Elizabeth Butler-Sloss, przewodnicząca Izby Rodzinnej Wysokiego Sądu Sprawiedliwości. Wykształcenie odebrał w Corpus Christi College na Uniwersytecie Cambridge. Następnie służył w Ochotniczej Rezerwie Royal Navy, gdzie dosłużył się stopnia porucznika. W 1948 r. rozpoczął praktykę adwokacką. W 1964 r. został Radcą Królowej. W 1972 r. otrzymał tytuł szlachecki.
W latach 1970–1987 zasiadał w Izbie Gmin jako reprezentant okręgu Wimbledon. W latach 1972–1974 był Radcą Generalnym Anglii i Walii. W latach 1979–1987 pełnił funkcję prokuratora generalnego. Na tych stanowiskach prowadzi sprawę dwóch zamachów bombowych dokonanych przez IRA (IRA dokonała również ataku bombowego na jego dom w Wimbledonie w 1981 r. Havers z rodziną przebywał wówczas w Hiszpanii). Jako prokurator generalny był oskarżycielem m.in. Petera Sutcliffe'a, zwanego też „Rozpruwaczem z Yorkshire” (Yorkshire Ripper), oskarżonego o zamordowanie 13 kobiet (1981), oraz Hugh Hambledona, kanadyjskiego ekonomisty, oskarżoneg o przekazywanie KGB danych NATO (1982).
Po wyborach parlamentarnych 1987 r. został w czerwcu kreowany parem dożywotnim jako baron Havers i zasiadł w Izbie Lordów. Otrzymał również stanowisko lorda kanclerza. Z tego stanowiska zrezygnował już w październiku 1987 r. z powodu złego stanu zdrowia. Zmarł w 1992 r.
Lord Havers ożenił się z Carol Elizabeth Lay w 1949 r. Miał z nią dwóch synów - Philipa, adwokata i Radcę Królowej, oraz Nigela, aktora.